# Скандинавський музей
Скандинавський музей — музей шведської культури і етнографії її народів, що розташований на острові Юргорден у Стокгольмі.

## Приміщення і створення колекцій

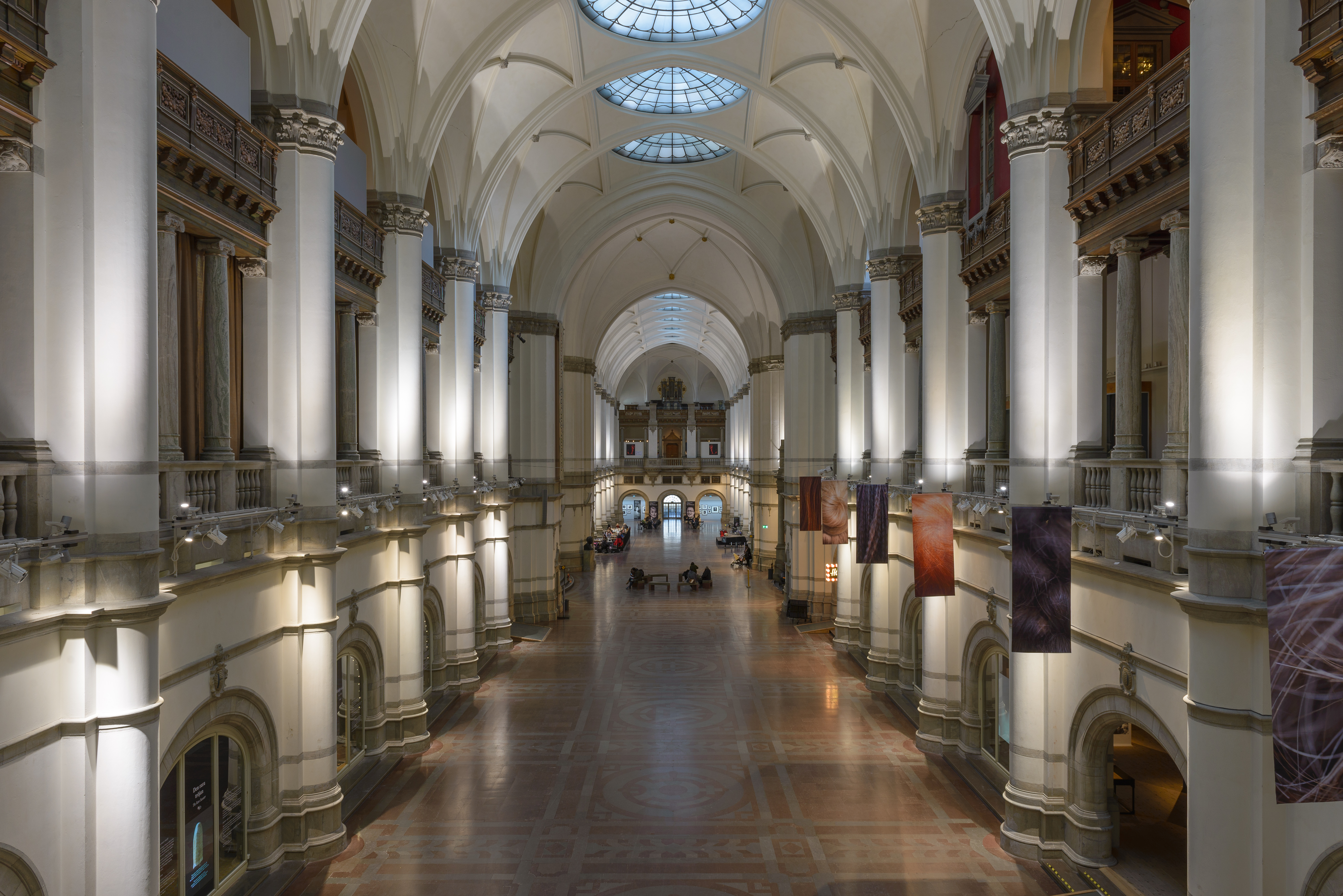
Головна зала експозиції

Ініціатором створення музею був культуролог Артур Хазеліус. До створення цього музею він відав скансеном, тобто знався на етнографії. Первісна колекція музею мала етнографічний характер. Скансен і Північний музей були частинами спільного проєкту і єдиною установою до 1963 року, коли відокремились. Створенню музею передувала художньо-промислова виставка, що відбулася 1897 року у Стокгольмі. На тій виставці демонстрували чимало етнографічних речей та речей художньої промисловості Швеції. Первісна концепція музею була іншою, передбачала етнографічні матеріали стосовно всіх країн Скандинавії. Від цієї концепції відмовились і зупинились на висвітленні історії, етнографії і ремеслах народів Швеції.
Музейне приміщення збудували 1907 року за зразком архітектурних форм данського замку Фредеріксборг. Споруда музею вибудована в стилістиці місцевої архітектури доби відродження, звідти фігурні фронтони, дрібні архітектурні деталі на фасадах, декілька веж з фігурними дахами. Водночас споруда має нове призначення, що обумовило її великі вікна і скляний дах в центрі, чого не могдо бути у 16 столітті. Проєкт створив архітектор Ісак Густав Класон. Будівництво було довгим і тривало з 1888 до 1907 року.

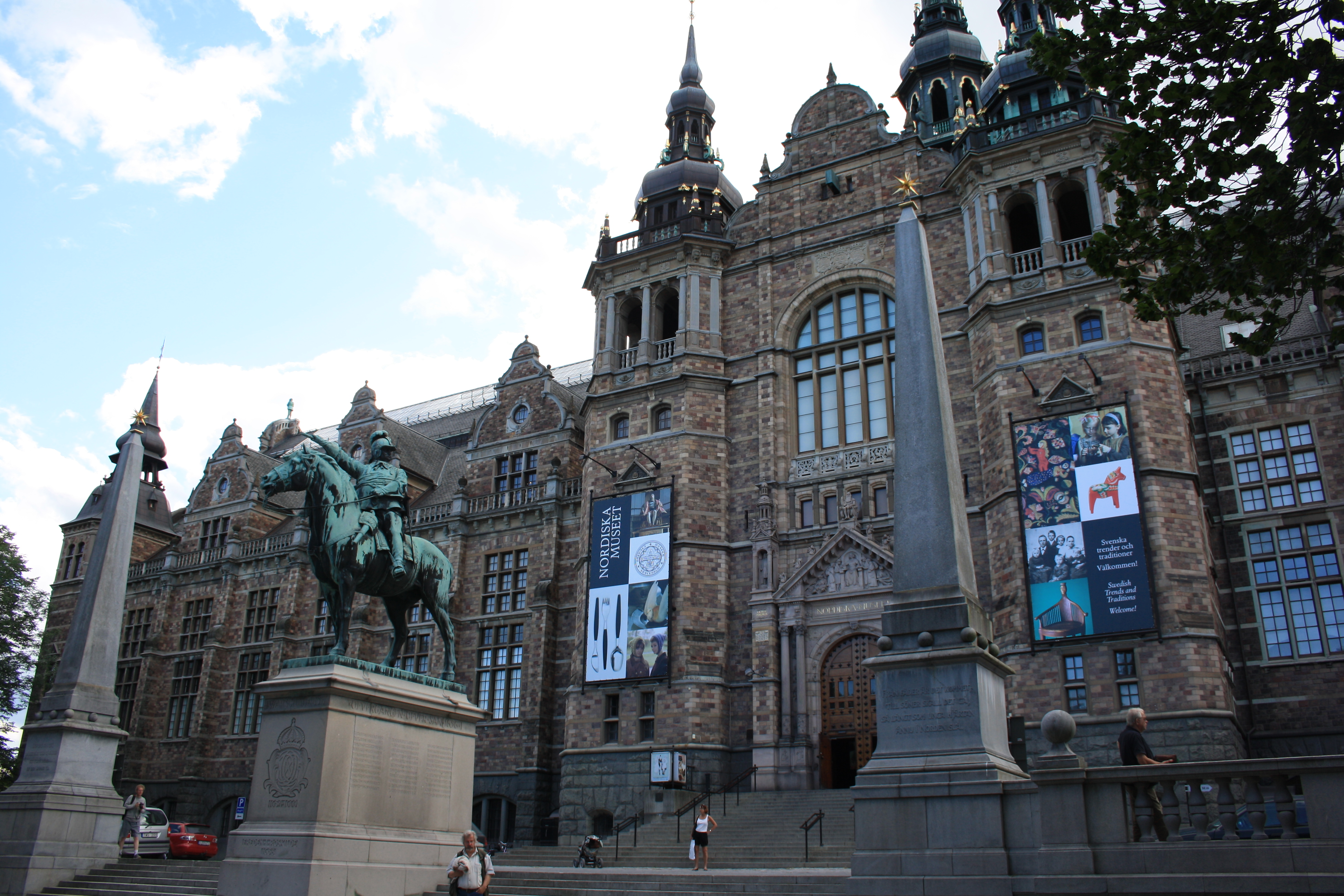
Фасад музею на площу
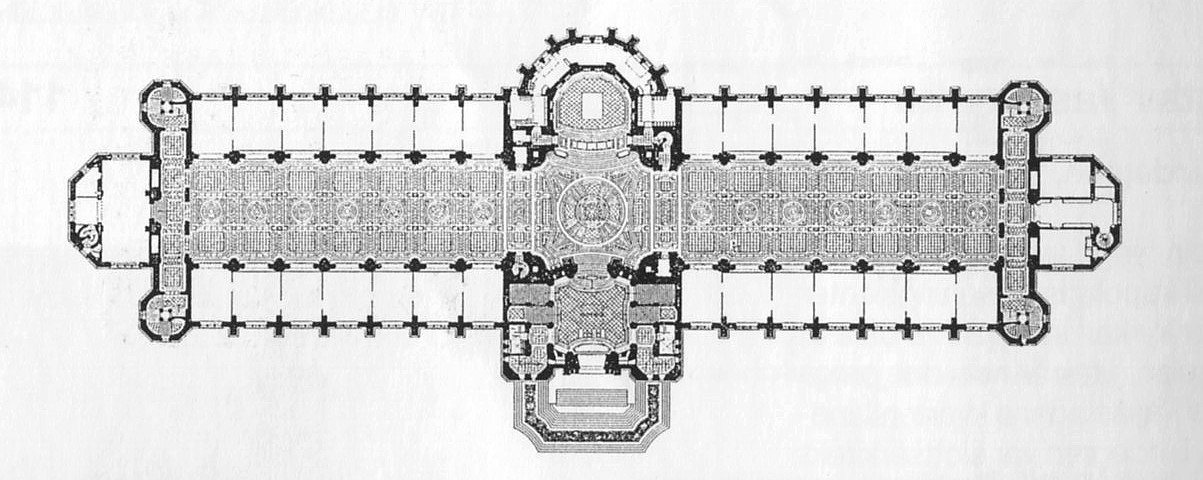
Поземний план музею
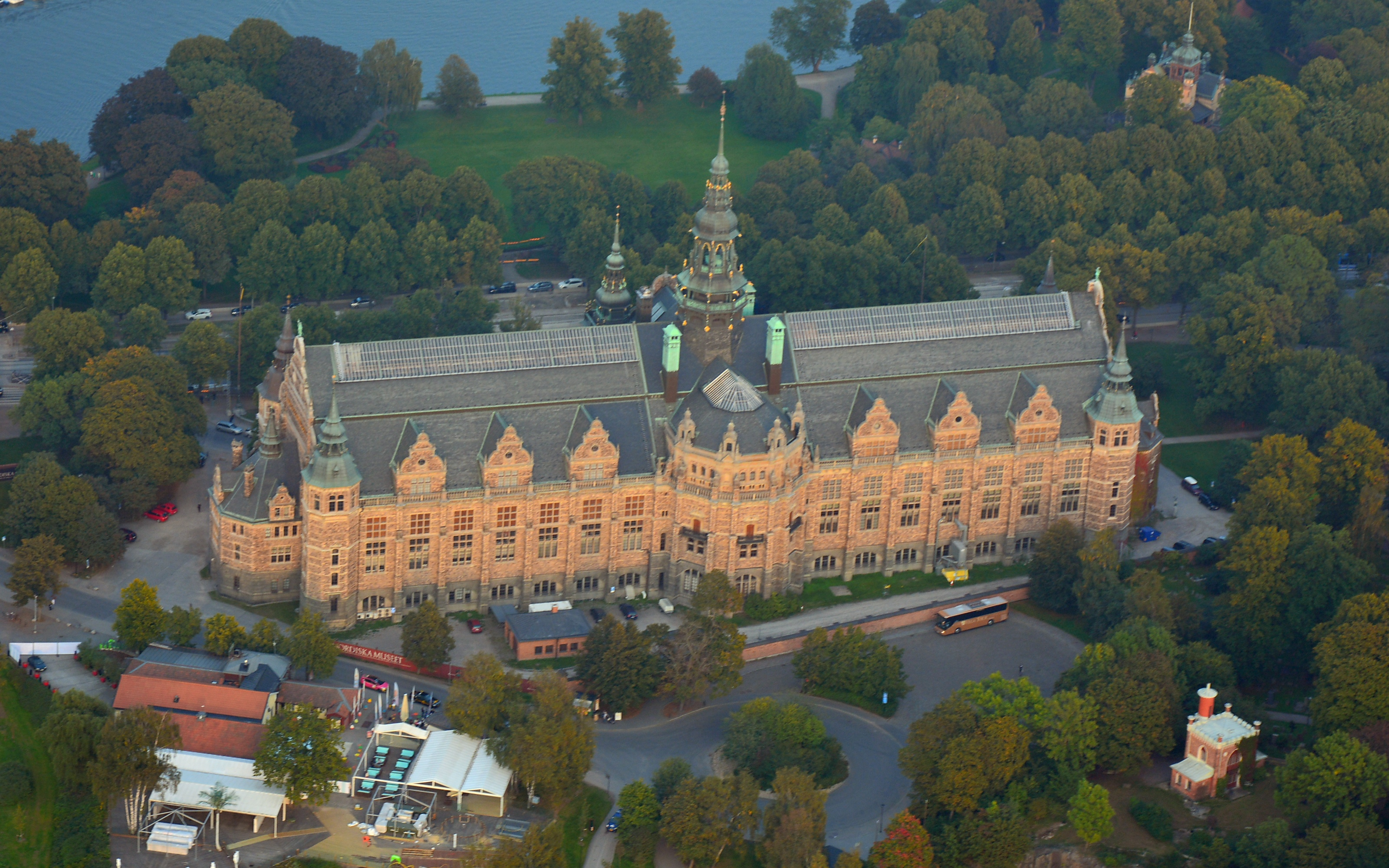
Вигляд споруди музею з неба
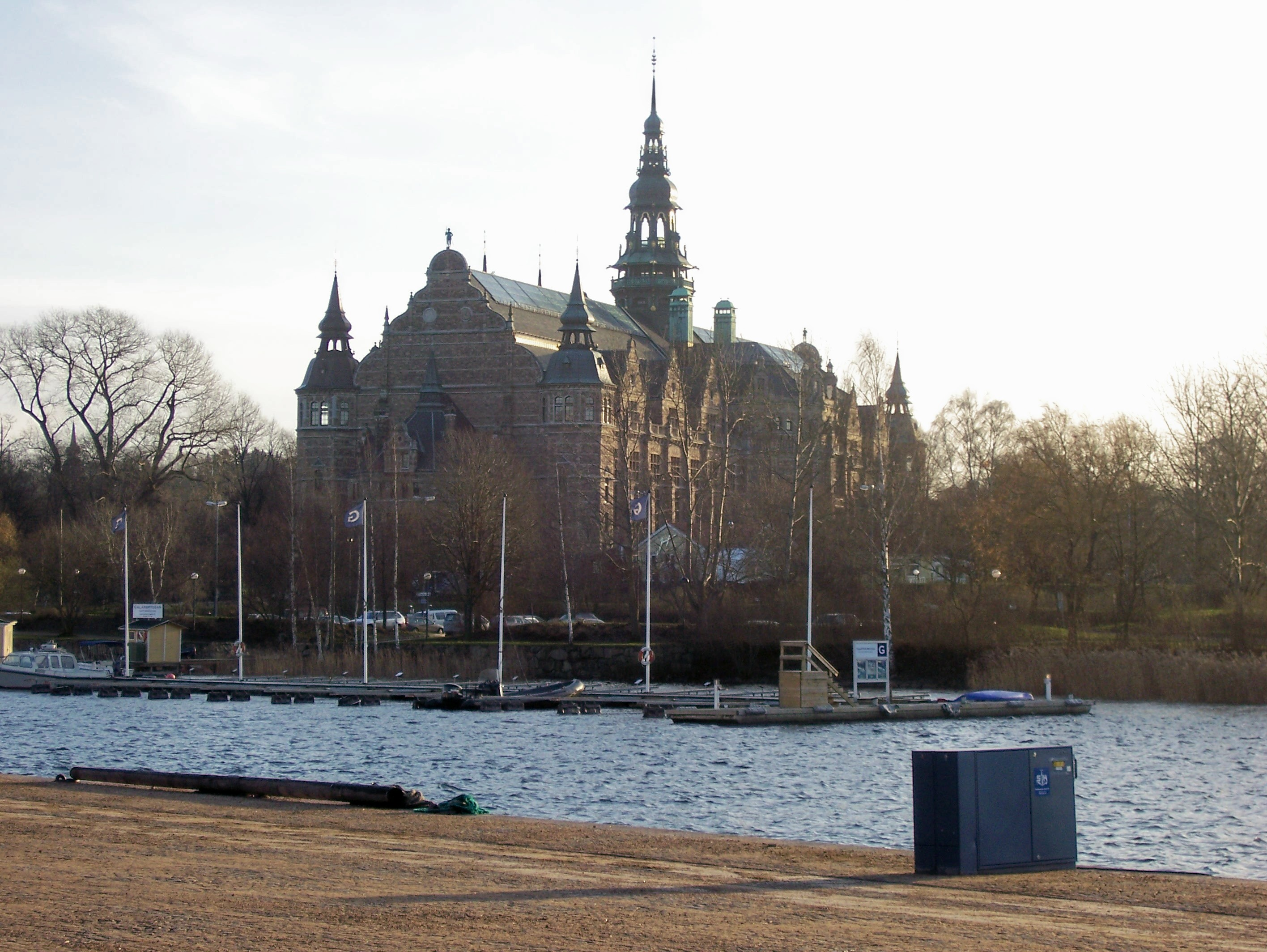
Бічний фасад

## Фонди і експозиція
В музеї зберігають і демонструють традиційний одяг шведів і національних меншин країни, взуття, предмети інтер'єрів та побуту, починаючи з 1520 року і до сьогодні. В музеї можна побачити шаманський барабан саамів, шовкову парчу, розшиту у вісімнадцятому столітті, і навіть перші зразки меблів Ікея.
Низка експонатів утримується в скансені, розташованому поряд зі Скандинавським музеєм, скансен має назву Музей північних країн або Північний музей.

## Скульптура короля Густава І Вази
У головному залі музею встановлена величезна статуя короля Густава Вази, що відновив шведську державність. Скульптура, котру виконав Карл Міллес, відтворена з дерева і розфарбована.

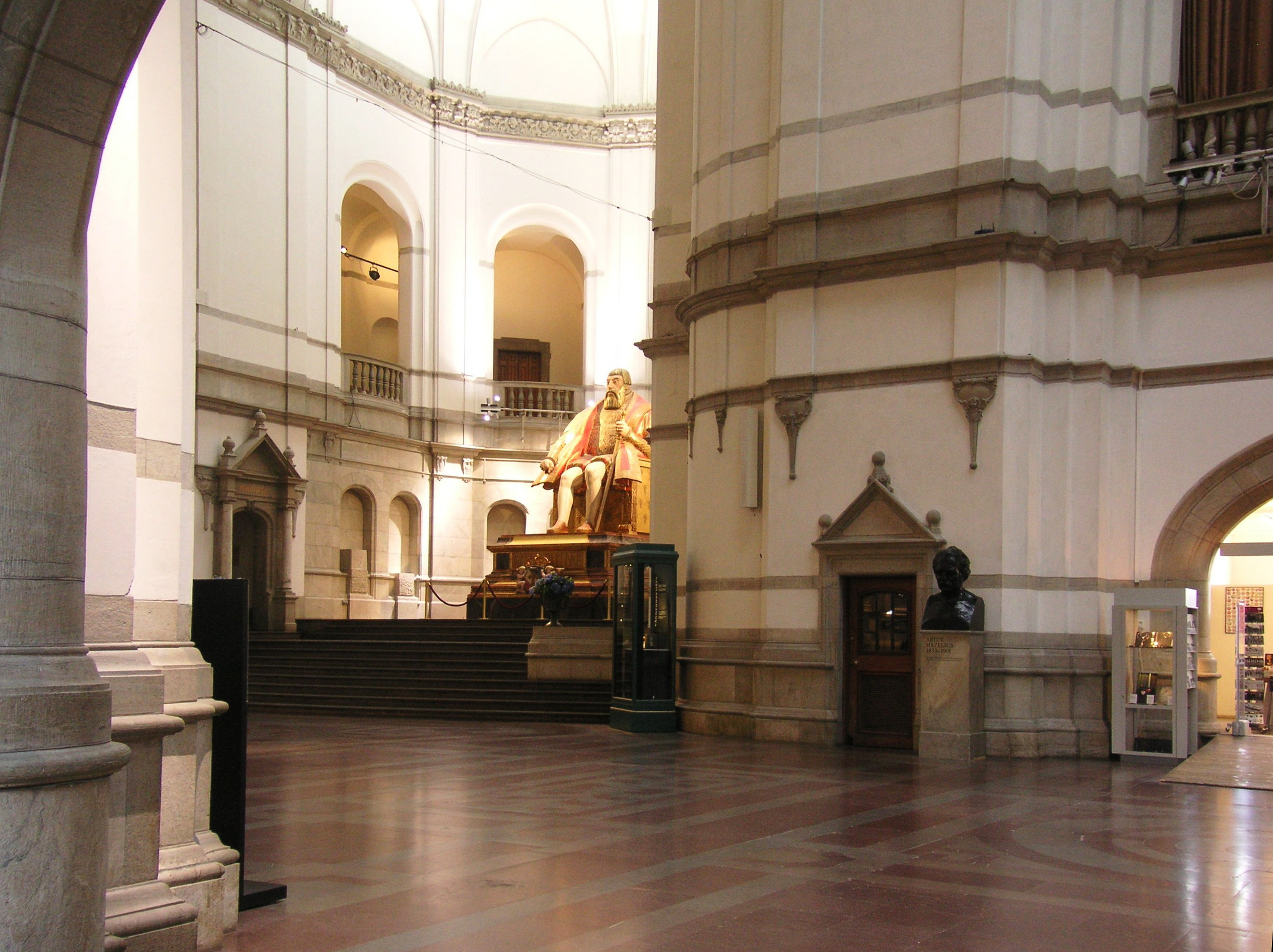
Музейна зона з демонстрацією великої скульптури короля Густава І Вази
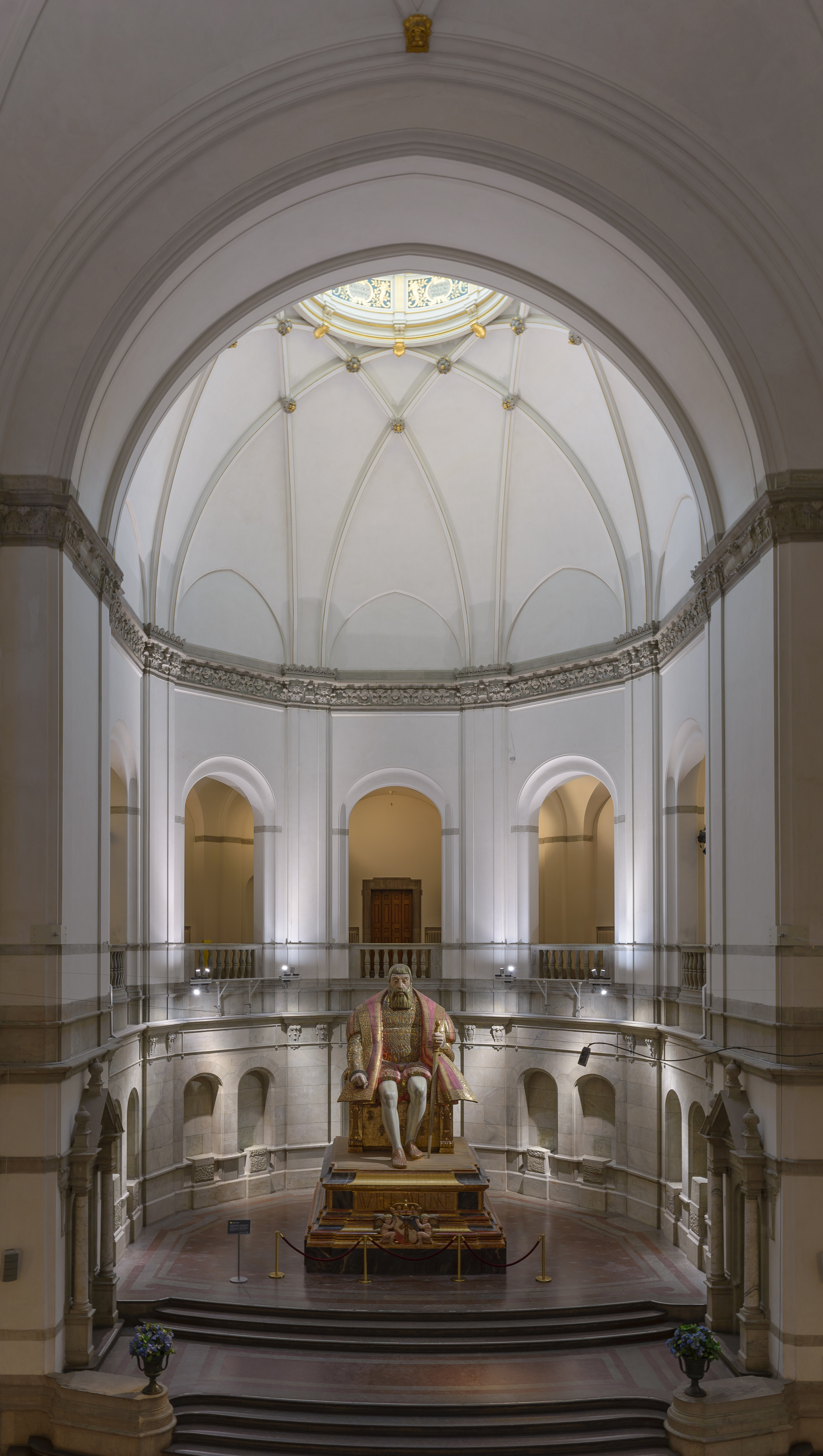
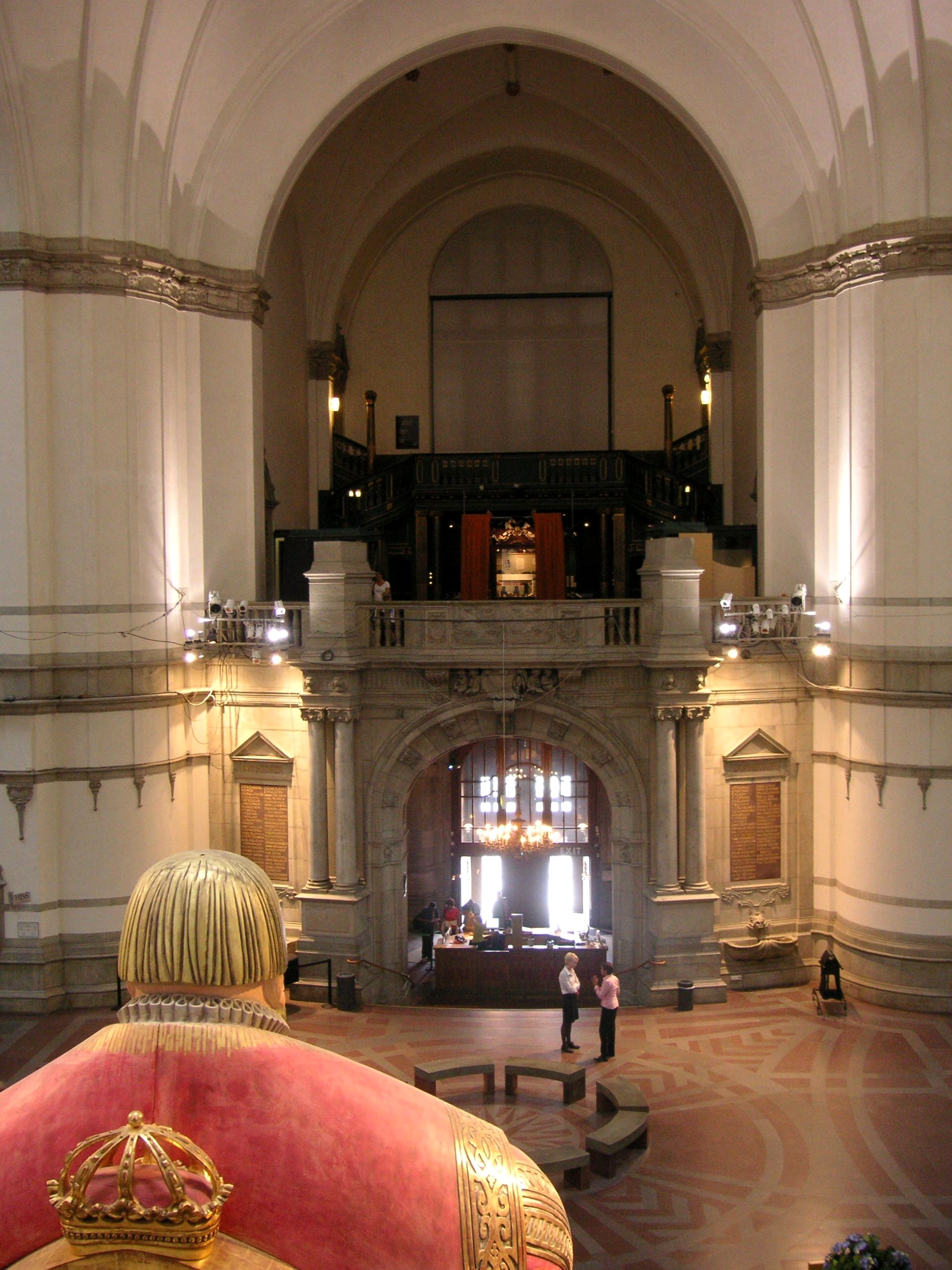

## Інтер'єр

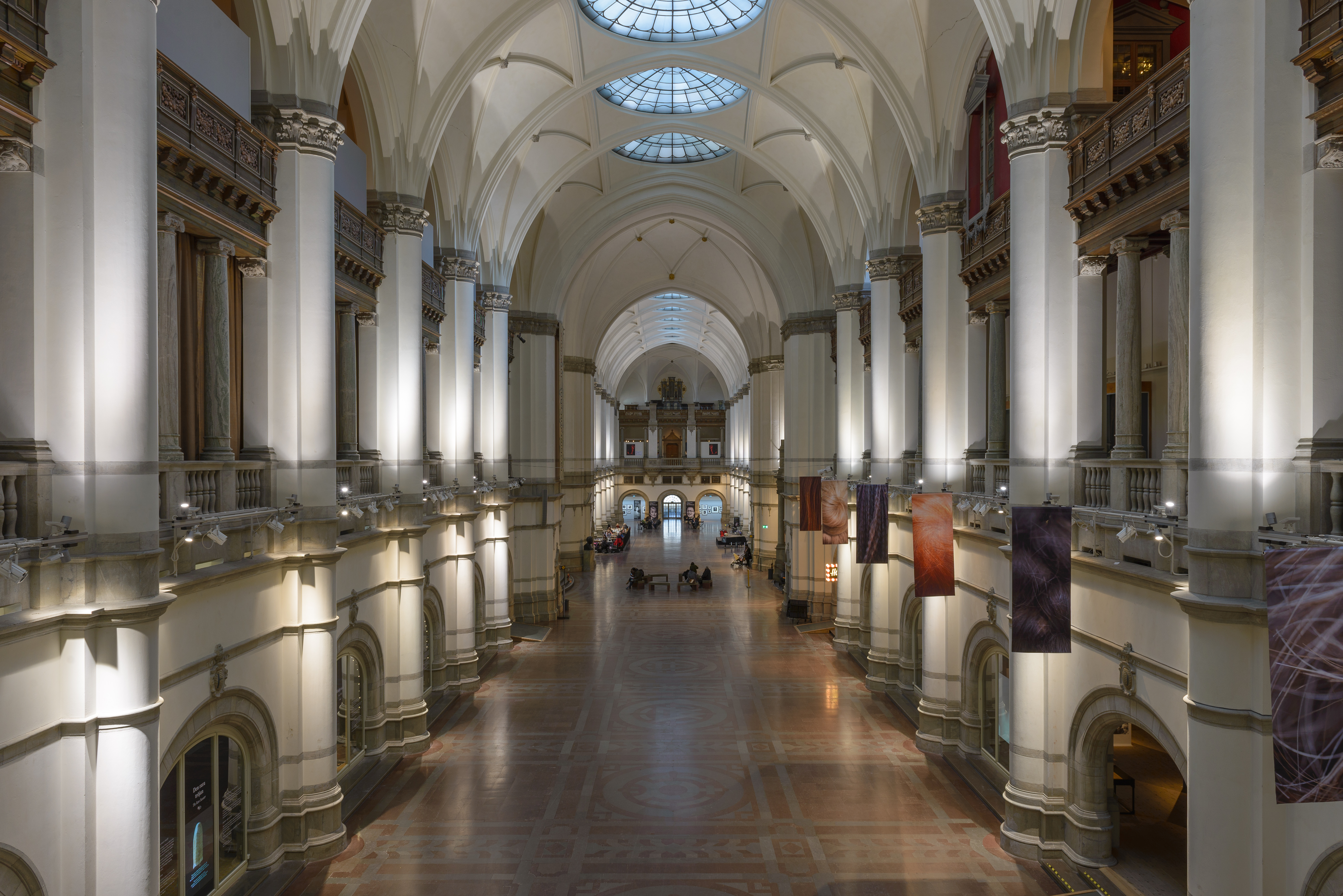
Головна галерея, вигляд з другого поверху
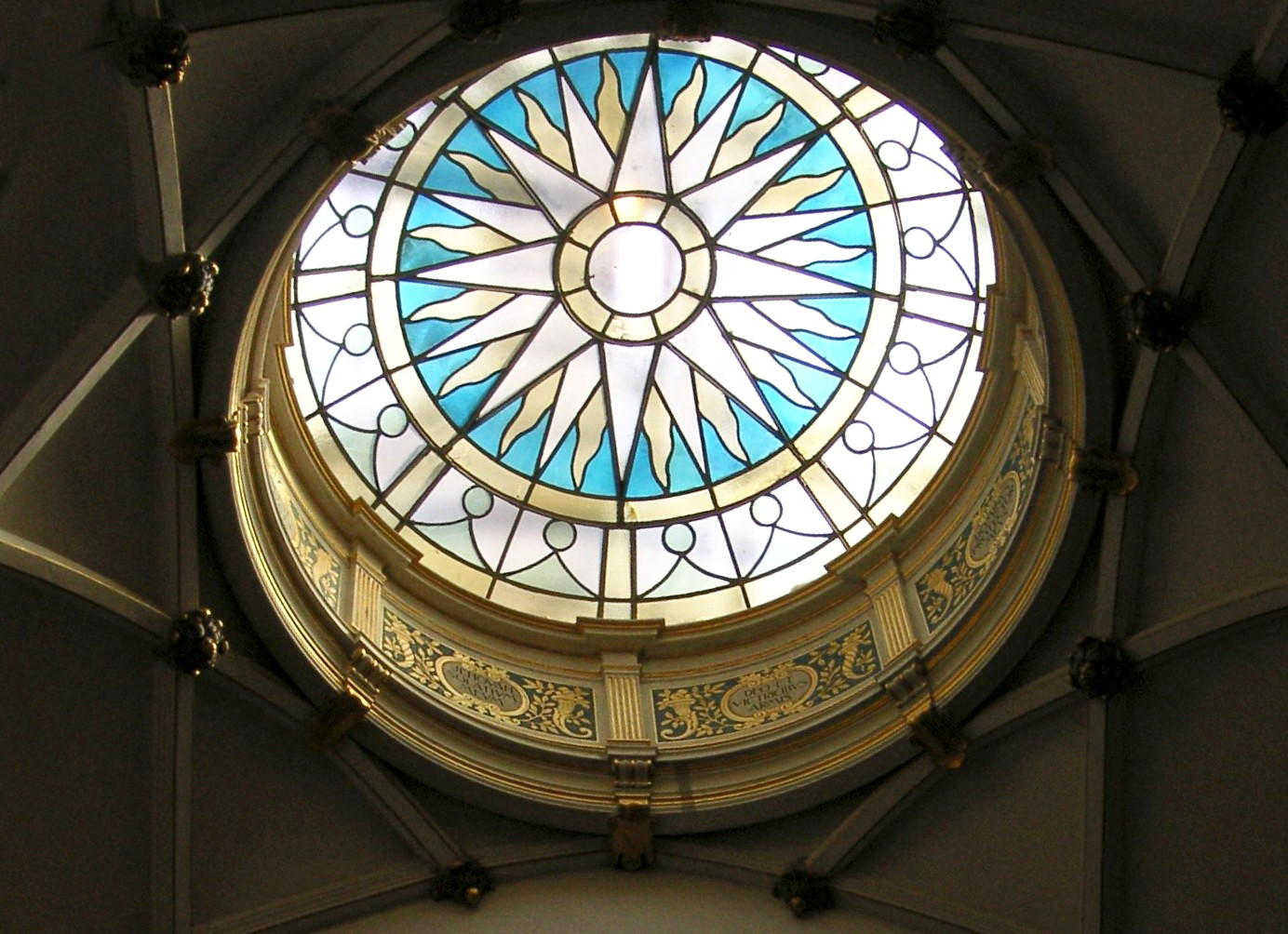
Вітражна стеля в центрі споруди
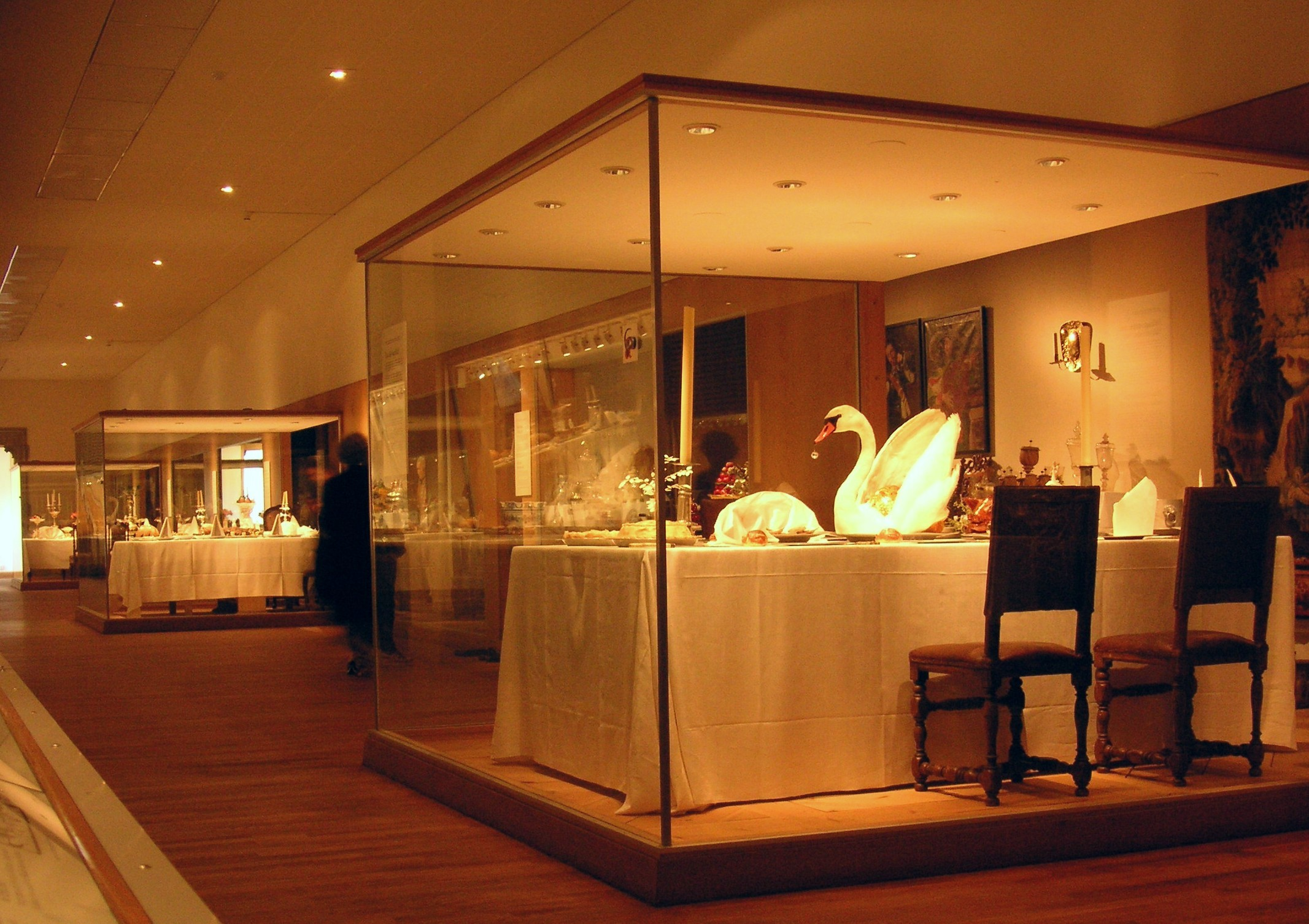
Експозиції

## Обрані експонати музею

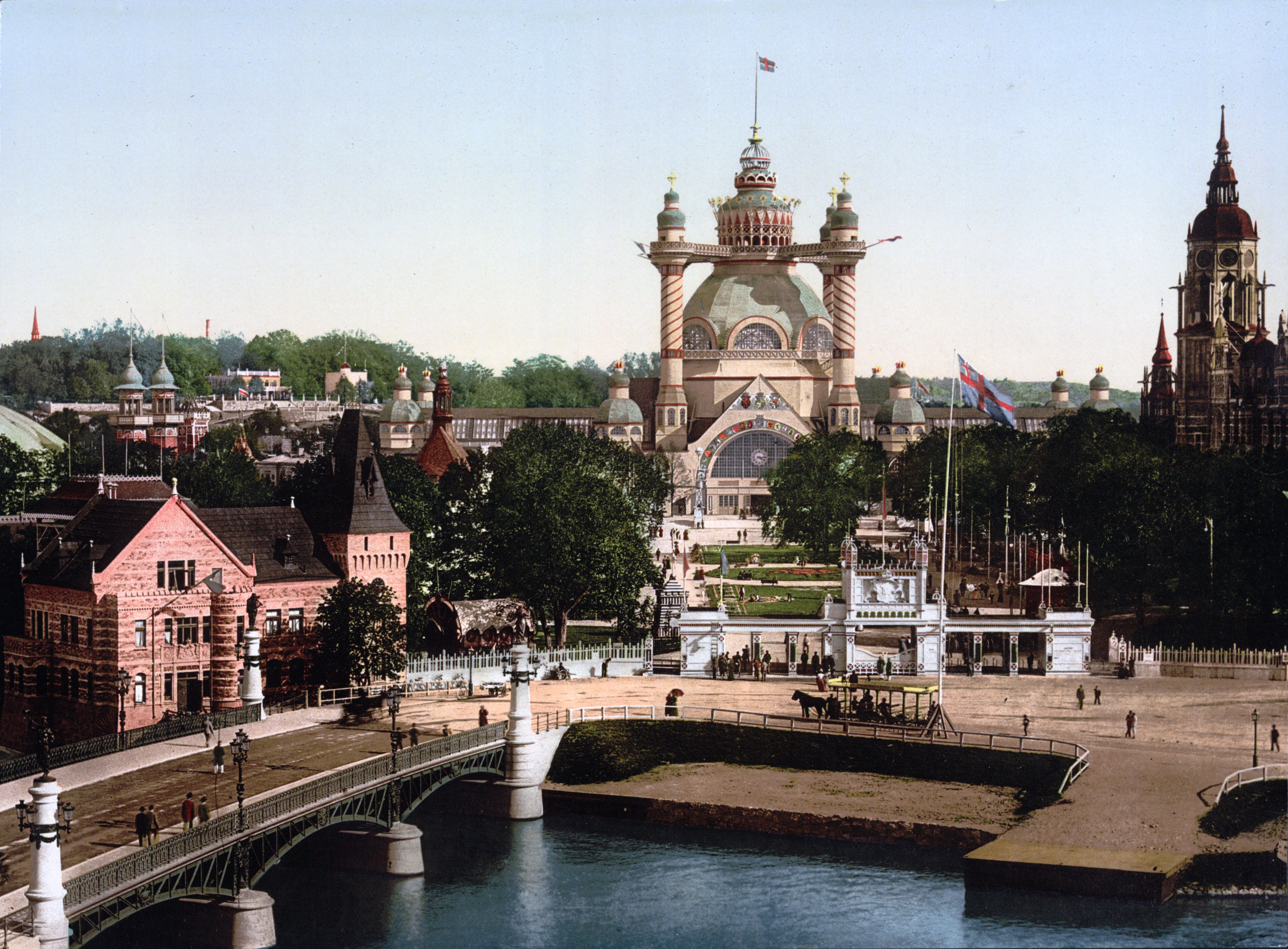
Стокгольська Художньо-промислова виставка 1897 р., фото павільйонів
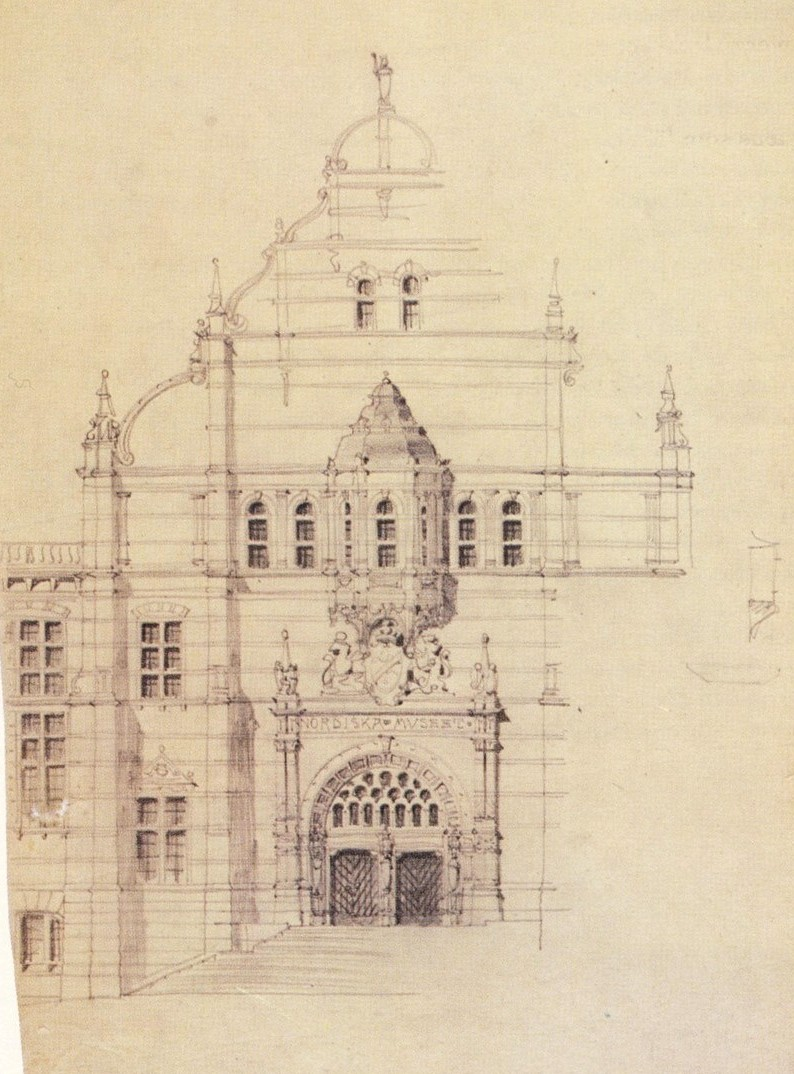
Дизайн-проєт для фасаду Скандинавського музею, малюнок
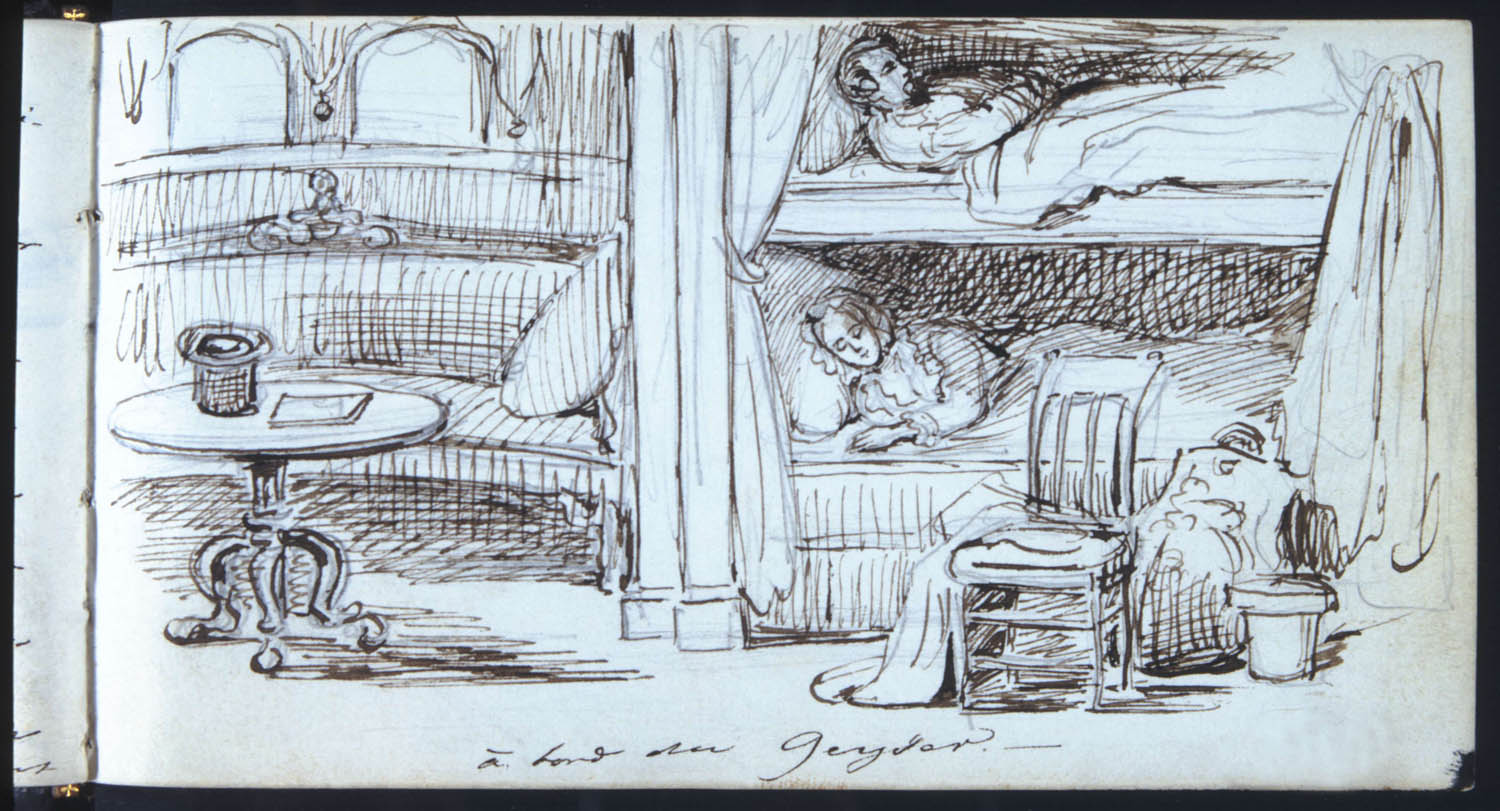
Фріц фон Дардел. «Замальовка інтер'єра житлового помешкання»
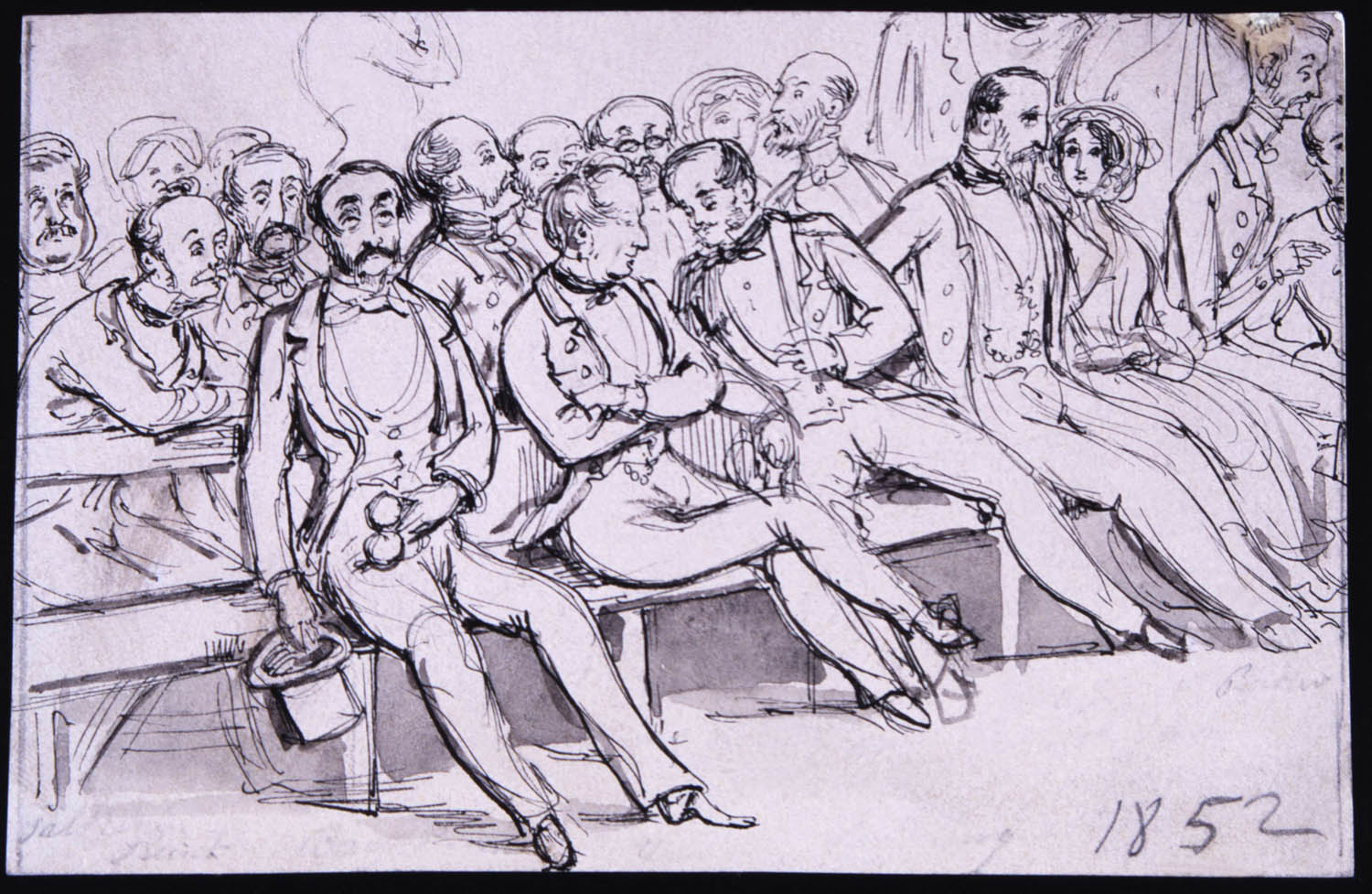
Фріц фон Дардел. «Глядачі в театрі», малюнок 1852 р.
- Файл:'Herrarna lära mista sina hvita jackor'. Löjtnant Adam Reuterskjöld. Akvarell av Fritz von Dardel -
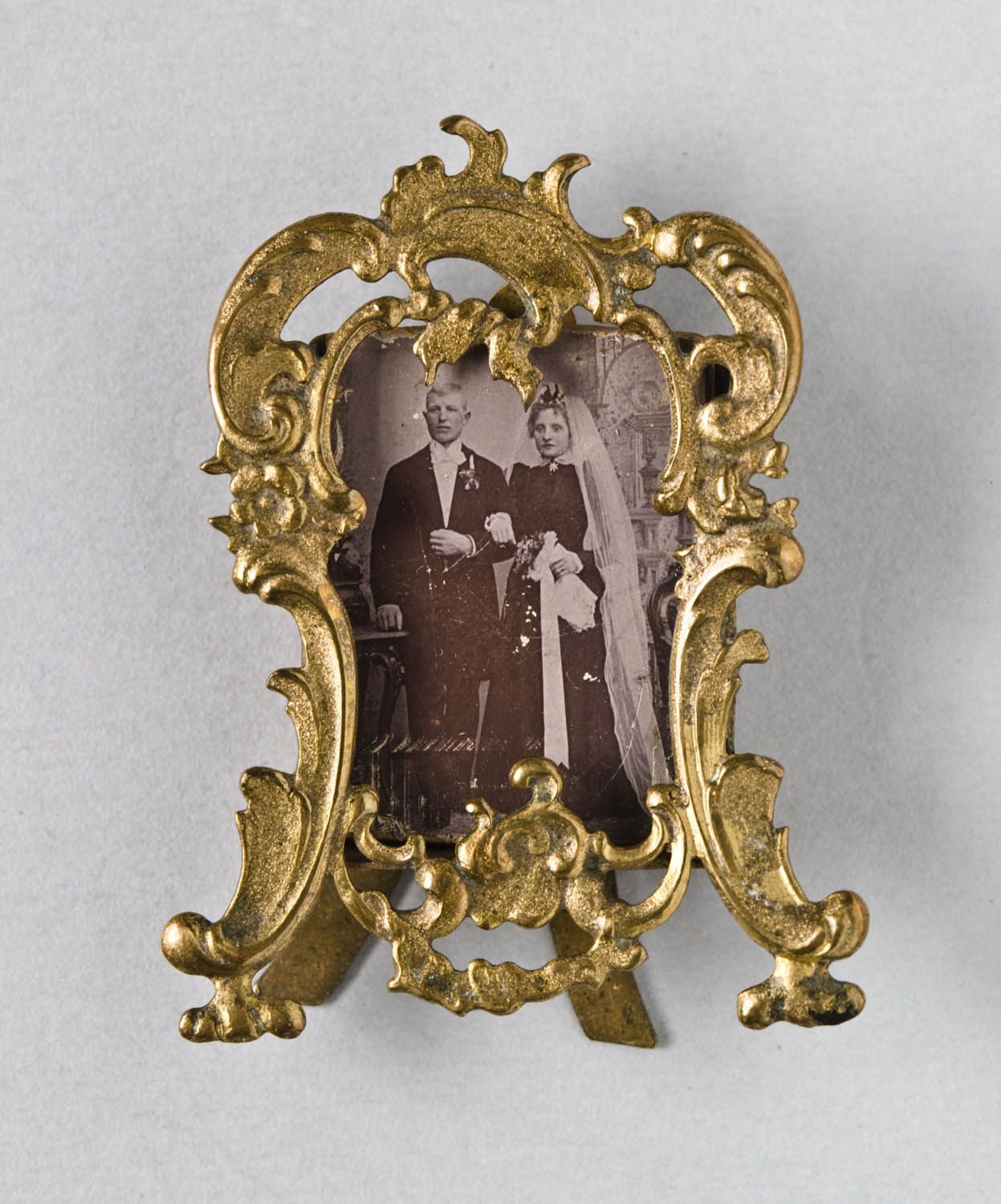
Весільне фото 1895 р. в дешевій рамі в стилі необароко
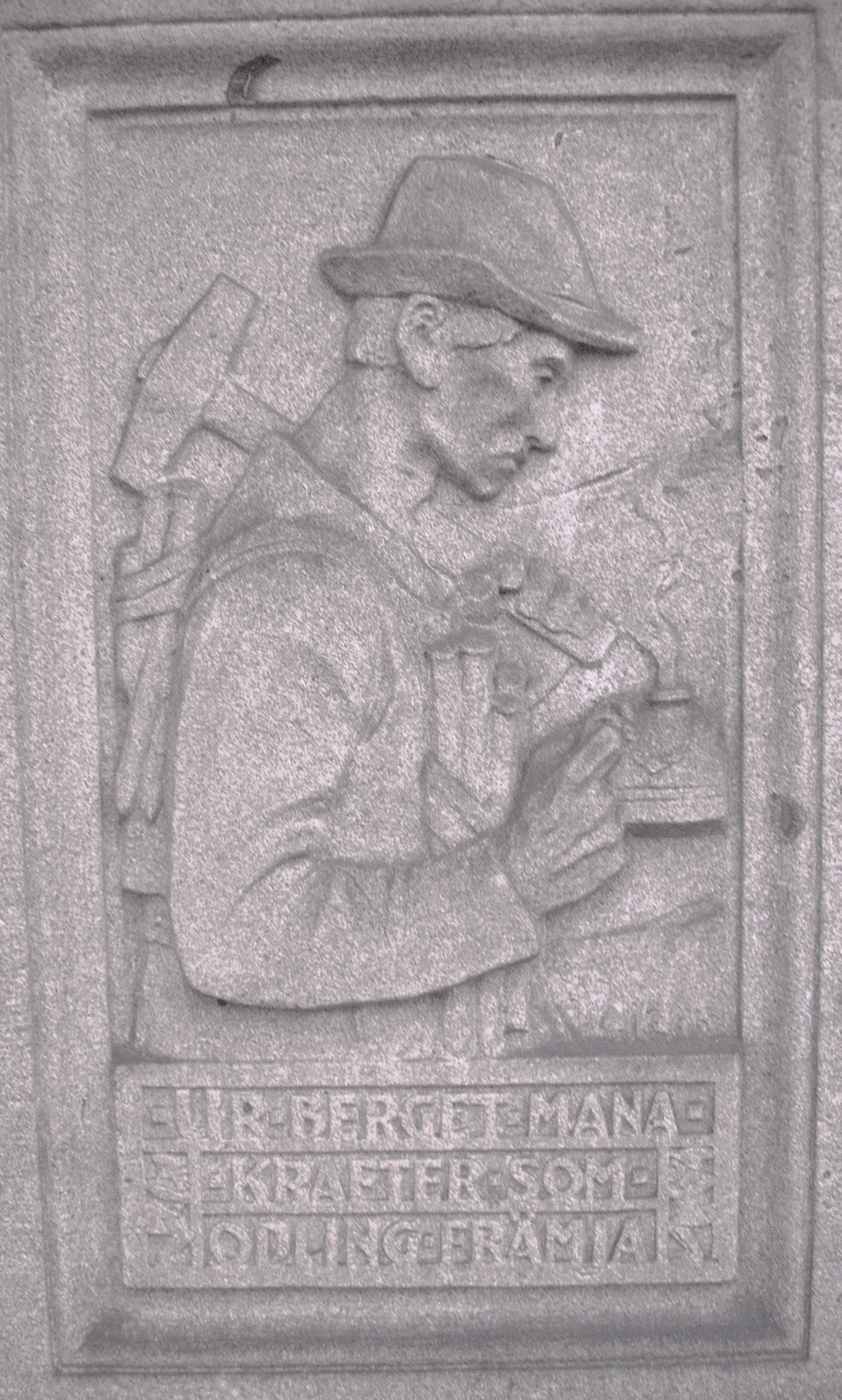
Швед гірник, рельєф
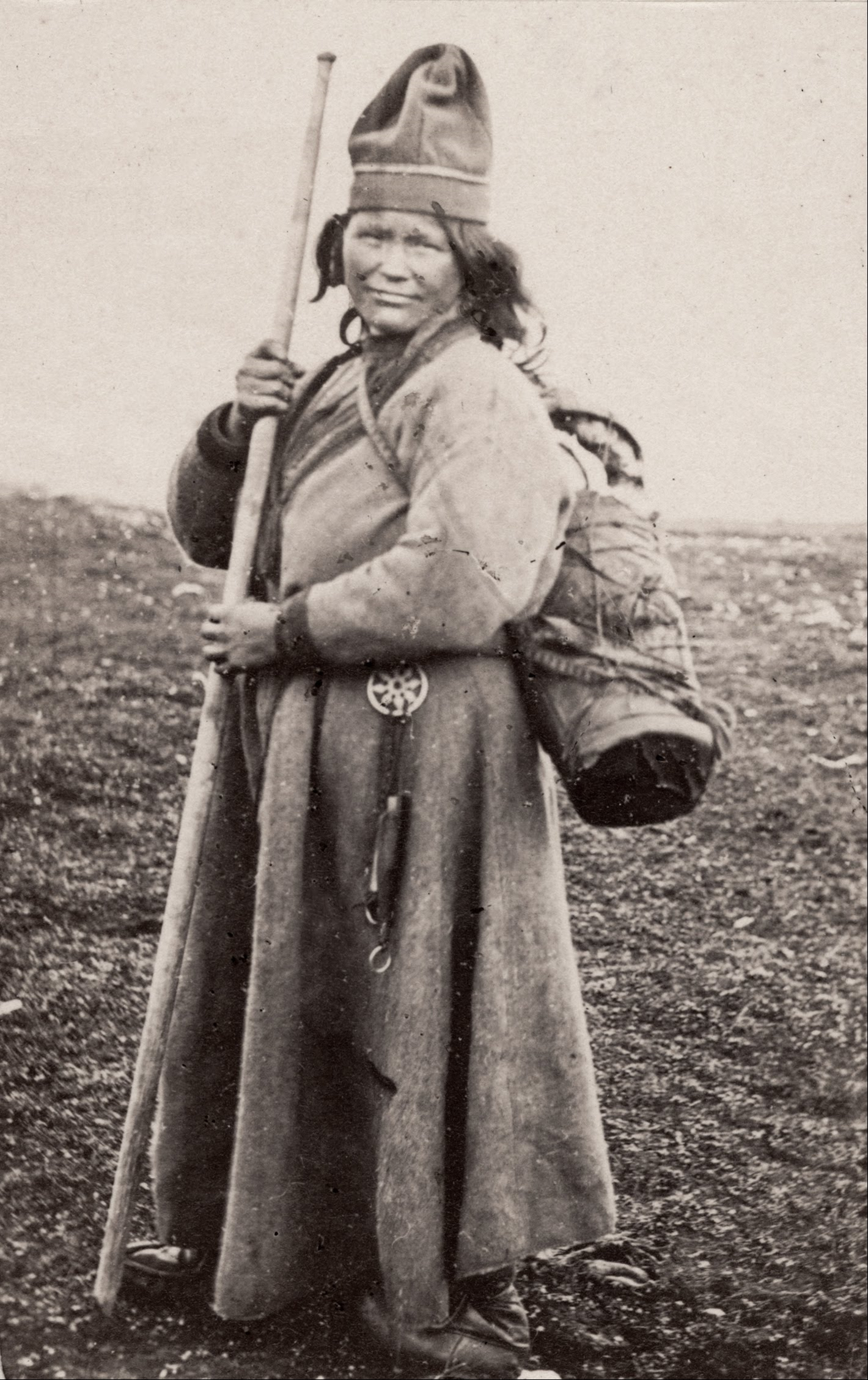
Ева Бріта, фото 1868 р.
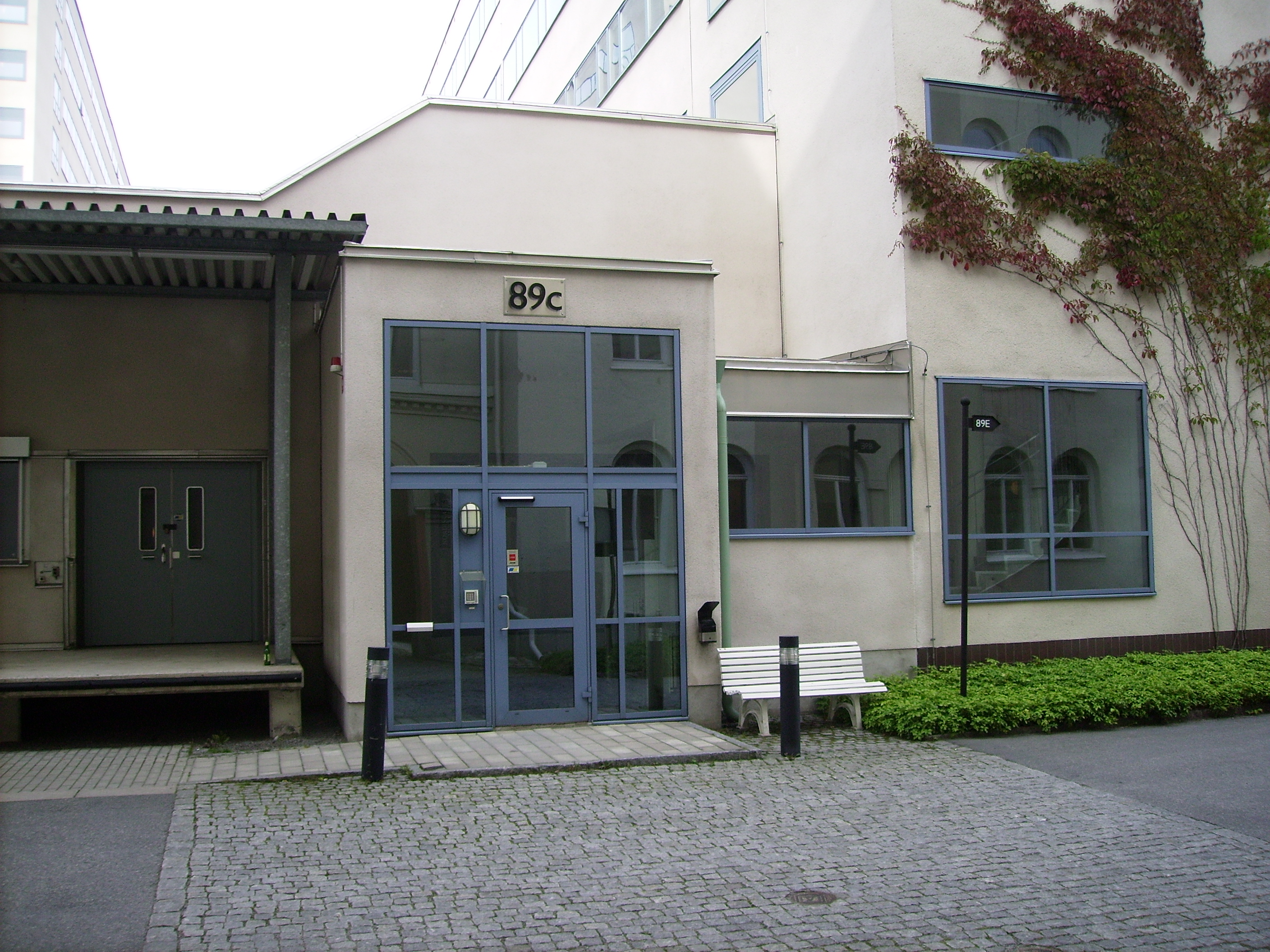
Архів Скандинавського музею
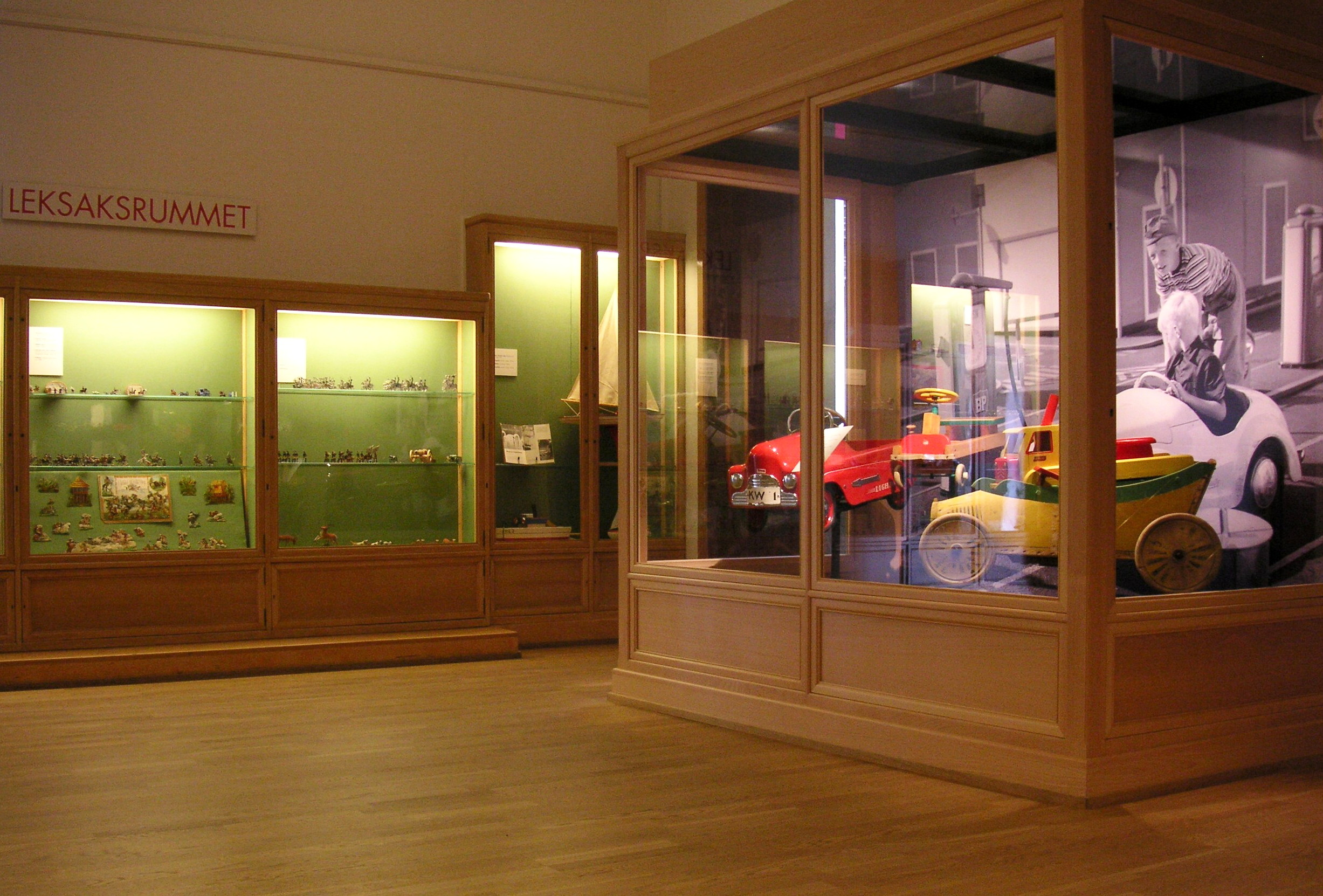
Експозиції
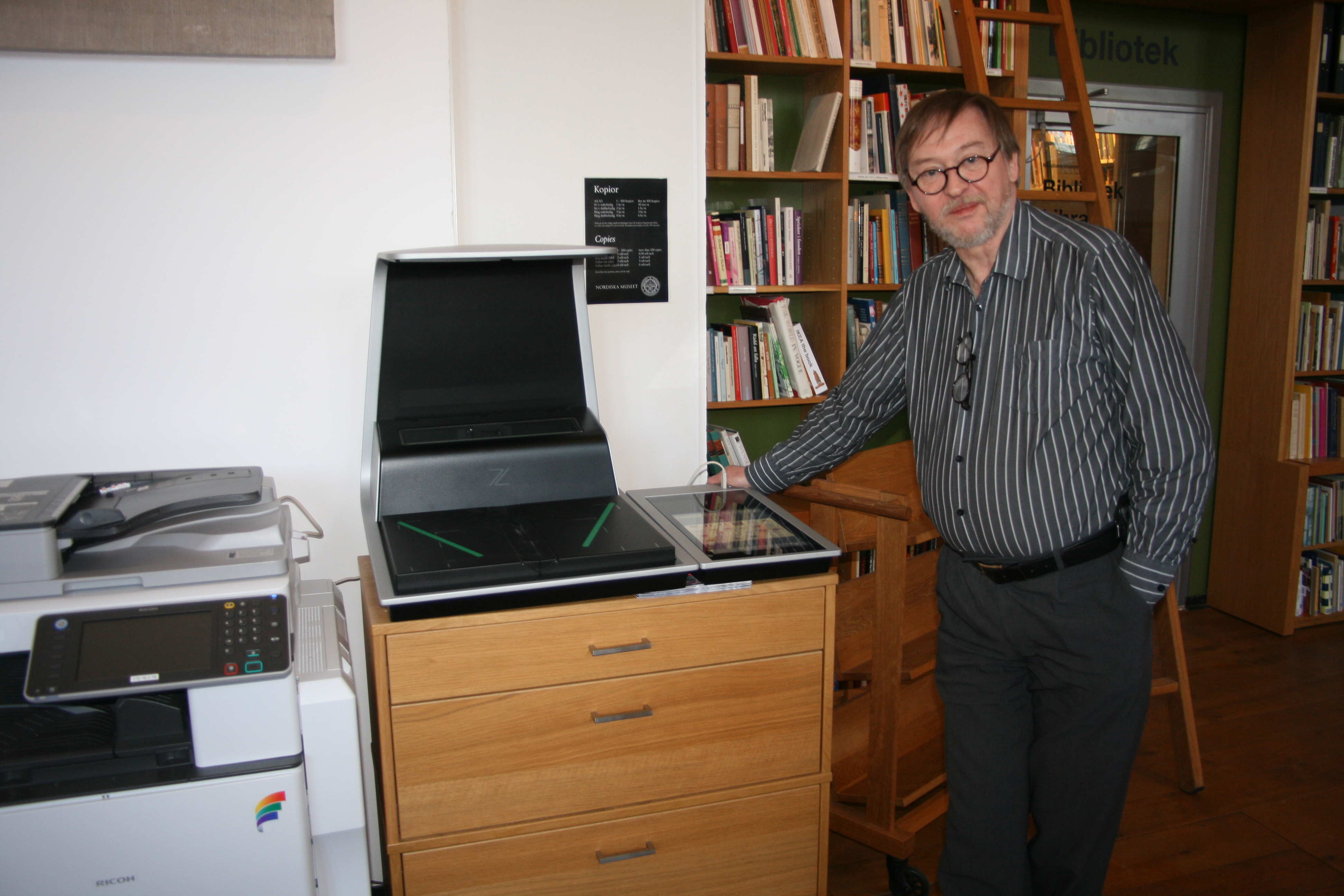
Бібліотека музею і сканер для сканування текстів